# Лісова спіраль
«Лісова спіраль» (нім. Waldspirale) — житловий комплекс в Дармштадті у формі спіралі, спроектований австрійським архітектором і художником Фріденсрайхом Хундертвассером, що відрізняється повною відсутністю прямокутних форм.
Будинок знаходиться недалеко від центру поряд з перетином вулиць Реєнринг і Фрідбергерштрассе (Фрідбергерштрассе 6-8).